# Grand Prix Formule 1 van België 1968
De Grand Prix Formule 1 van België 1968 werd gehouden op 9 juni op het circuit van Spa-Francorchamps in Stavelot. Het was de vierde race van het seizoen.

## Uitslag
| Pos. | Nr. | Coureur              | Constructeur  | Rondes | Tijd / Oorzaak uitval | Grid | Punten |
| ---- | --- | -------------------- | ------------- | ------ | --------------------- | ---- | ------ |
| 1    | 5   | Bruce McLaren        | McLaren-Ford  | 28     | 1:40:02.1             | 6    | 9      |
| 2    | 11  | Pedro Rodriguez      | BRM           | 28     | + 12.1                | 8    | 6      |
| 3    | 23  | Jacky Ickx           | Ferrari       | 28     | + 39.6                | 3    | 4      |
| 4    | 7   | Jackie Stewart       | Matra-Ford    | 27     | Geen benzine          | 2    | 3      |
| 5    | 2   | Jackie Oliver        | Lotus-Ford    | 26     | Transmissie           | 15   | 2      |
| 6    | 15  | Lucien Bianchi       | Cooper-BRM    | 26     | + 2 Rondes            | 12   | 1      |
| 7    | 3   | Jo Siffert           | Lotus-Ford    | 25     | Oliedruk              | 9    |        |
| 8    | 10  | Jean-Pierre Beltoise | Matra         | 25     | + 3 Rondes            | 13   |        |
| DNF  | 14  | Piers Courage        | BRM           | 22     | Motor                 | 7    |        |
| DNF  | 6   | Denny Hulme          | McLaren-Ford  | 18     | Aandrijving           | 5    |        |
| DNF  | 20  | John Surtees         | Honda         | 11     | Ophanging             | 4    |        |
| DNF  | 22  | Chris Amon           | Ferrari       | 8      | Radiator              | 1    |        |
| DNF  | 16  | Brian Redman         | Cooper-BRM    | 6      | Spin                  | 11   |        |
| DNF  | 12  | Richard Attwood      | BRM           | 6      | Oliepijp              | 18   |        |
| DNF  | 18  | Jack Brabham         | Brabham-Repco | 6      | Gaspedaal             | 10   |        |
| DNF  | 1   | Graham Hill          | Lotus-Ford    | 5      | Aandrijving           | 14   |        |
| DNF  | 19  | Jochen Rindt         | Brabham-Repco | 5      | Motor                 | 17   |        |
| DNF  | 17  | Jo Bonnier           | McLaren-BRM   | 1      | Wiel                  | 16   |        |

## Statistieken
| Pole-position | Chris Amon   | Ferrari | 3:28.6 |
| Snelste ronde | John Surtees | Honda   | 3:30.5 |

## Noot
- Dit was de honderdste Grand Prix-start voor een Australische coureur.
- Dit was de tiende snelste ronde voor John Surtees.
- Eerste podiumplaats voor Jacky Ickx.
- Dit was de eerste winst in 61 Grands Prix - en sinds de Grote Prijs van Monaco van 1962 zes jaar eerder - voor Bruce McLaren. Hiermee vestigde McLaren het record voor de grootste tijdspanne tussen twee overwinningen in. Het was tevens zijn laatste Grand Prix-winst.

1925 · 1930 · 1931 · 1933 · 1934 · 1935 · 1937 · 1939 · 1947 · 1949 · 1950 · 1951 · 1952 · 1953 · 1954 · 1955 · 1956 · 1958 · 1960 · 1961 · 1962 · 1963 · 1964 · 1965 · 1966 · 1967 · 1968 · 1970 · 1972 · 1973 · 1974 · 1975 · 1976 · 1977 · 1978 · 1979 · 1980 · 1981 · 1982 · 1983 · 1984 · 1985 · 1986 · 1987 · 1988 · 1989 · 1990 · 1991 · 1992 · 1993 · 1994 · 1995 · 1996 · 1997 · 1998 · 1999 · 2000 · 2001 · 2002 · 2004 · 2005 · 2007 · 2008 · 2009 · 2010 · 2011 · 2012 · 2013 · 2014 · 2015 · 2016 · 2017 · 2018 · 2019 · 2020 · 2021 · 2022 · 2023 · 2024 · 2025 · 2026 · 2027 · 2029 · 2031